# モンペリエ植物園

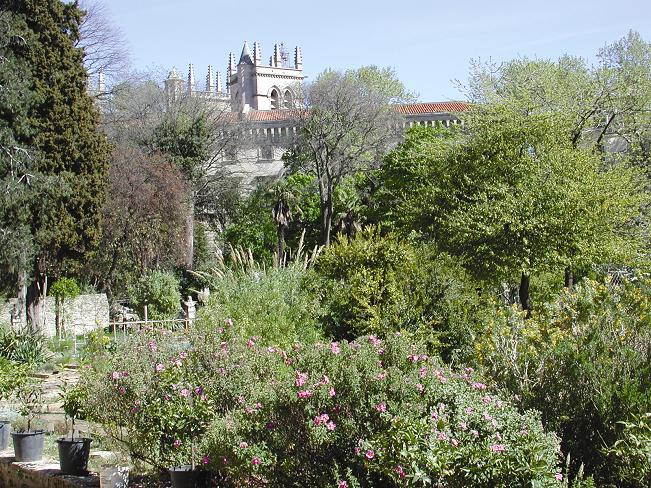

モンペリエ植物園（Jardin des plantes de Montpellier）はモンペリエ第1大学の歴史地域にある植物園である。学問や教育目的に作られた植物園としてはフランスで最初に作られた植物園である。ストラスブール植物園（1619年）、パリ植物園（1635年）、カーン植物園（1736年）に先立って設立された。

## 歴史
1593年にフランス王アンリ4世が1545年に設立されたパドヴァの植物園をモデルに、医学の教育で有名なモンペリエ大学の教授、ピエール・リシェ・ド・ベルヴァルに植物園の設立を依頼したのに始まる。プロジェクトは当初の薬草の栽培から植物学の研究に変わった。1598年に植物園の植物目録が出版されるが、宗教戦争により1622年に植物園は破壊される。ベルヴァルは再び、最初から植物園の再建を行った。ベルヴァルは植物の生育地の気象条件を考慮し、土盛りをした南斜面に山の植物を植え、陰地の植物は日陰のほうに植えた。リシェ・ド・ベルヴァルの時代の部分は Montagne de Richerとして残されている。19世紀に植物園は2度、拡張され、1804年に建築家、ドゥラガルデット（Claude-Mathieu Delagardette）の設計によるの温室（Orangerie）が作られ、1859年のシャルル・フレデリク・マルタンスが園長の時代にイギリス式庭園、池、温室が作られた。